# Силвер Гроув (Кентаки)
Силвер Гроув (енгл. Silver Grove) град је у америчкој савезној држави Кентаки.

## Демографија
По попису из 2010. године број становника је 1.102, што је 113 (-9,3%) становника мање него 2000. године.
| Група             | 2000.         | 2010.         |
| Белци             | 1.172 (96,5%) | 1.079 (97,9%) |
| Афроамериканци    | 2 (0,2%)      | 1 (0,1%)      |
| Азијати           | 1 (0,1%)      | 1 (0,1%)      |
| Хиспаноамериканци | 31 (2,6%)     | 2 (0,2%)      |
| Укупно            | 1.215         | 1.102         |